# Senedu Gebru
Senedu Gebru, född 1916, död 2009, var en etiopisk politiker.
Hon blev 1957 den första kvinnan att väljas in i parlamentet i Etiopien.